# 菊三七
菊三七（学名：Gynura japonica），又名黃花三七草，为菊科菊三七属的植物。分布于台湾、尼泊尔、泰国、日本以及中国大陆的四川、广西、安徽、云南、江西、贵州、陕西、湖北、福建、浙江、湖南等地，生长于海拔1,200米至3,000米的地区，多生长在林下、山坡草地、山谷和林缘。

## 誤食菊三七
因「菊三七」（Gynura Root ）的外觀與紅鳳菜（俗稱血皮菜 ）有些相似，誤食者將「菊三七」誤認為是紅鳳菜而採摘該植物的末端潤葉部分，並按紅鳳菜加工工藝處理，結果並未炒熟透，導致其中皂素成分未徹底破壞而導致的中毒。菊三七具有12种吡咯里西啶生物碱，毒性可致肝小静脉闭塞，致死率高。

## 别名
三七草（图鉴）

## 异名
- Gynura japonica (L. f.) Juel var. flava (Hayata) Kitamura
- Gynura segetum (Lour.) Merr.